# Westfalenpokal 2016/17
Der Westfalenpokal 2016/17 (offiziell Krombacher-Westfalenpokal 2016/17) war die 36. Austragung des Fußballpokalwettbewerbs der Herren für den Bereich des Fußball- und Leichtathletikverband Westfalen. Am Wettbewerb nahmen insgesamt 64 Vereine teil. Sieger des Turniers wurde der Drittligist SC Paderborn.
Der Titelgewinner qualifizierte sich für den DFB-Pokal 2017/18. Der zweite westfälische Startplatz wurde in einem Spiel zwischen dem Meister der Oberliga Westfalen (TuS Erndtebrück) und dem besten westfälischen Regionalisten (SG Wattenscheid 09) bestimmt. Dieses gewann am 5. Juni 2017 der Oberligist im Wattenscheider Lohrheidestadion mit 1:4.

## Qualifikation
Zwei Drittligisten (SC Preußen Münster und SC Paderborn 07) und die sieben westfälischen Regionalligisten der Vorsaison (SC Verl, SC Wiedenbrück, Sportfreunde Lotte, SG Wattenscheid 09, SV Rödinghausen, TuS Erndtebrück und Rot Weiss Ahlen) waren direkt für das Turnier qualifiziert. Darüber hinaus qualifizierten sich die ersten sechs Mannschaften der Oberliga und die Meister der beiden Westfalenliga, der vier Landesligen und der zwölf Bezirksligen. Die restlichen 31 Plätzen gingen an die 29 Kreispokalsieger und zwei Finalisten der größten Kreise (Dortmund und Recklinghausen).

## 1. Runde
| Datum |                               | Ergebnis  |                            |
| --- | ----------------------------- | --------- | -------------------------- |
| 30.07.2016 | FC Altenbochum (KP-2)         | 0:5       | SuS Neuenkirchen (KP)      |
| 31.07.2016 | SV Wanne (KP)                 | 4:2       | Borussia Emsdetten (BL)    |
| 05.08.2016 | Blau-Weiß Weser (KP)          | 4:3 n. V. | Rot-Weiß Erlinghausen (KP) |
| 06.08.2016 | SpVg Brakel (BL)              | 1:0       | SV Hüsten 09 (BL)          |
| 06.08.2016 | SC Herford (KP)               | 3:7       | TuS Erndtebrück (RL)       |
| 06.08.2016 | BSV Schüren (KP-2)            | 2:1       | Lüner SV (LL)              |
| 07.08.2016 | VfL Hörste-Garfeln (KP 4)     | 0:8       | Delbrücker SC (KP)         |
| 07.08.2016 | SC Neheim (LL)                | 4:2       | Westfalia Rhynern (OL)     |
| 07.08.2016 | FSV Werdohl (KP)              | 2:1 n. V. | FC Iserlohn (KP)           |
| 07.08.2016 | TBV Lemgo (KP)                | 0:3       | FC Gütersloh 2000 (KP)     |
| 07.08.2016 | SuS Langscheid/Enkhausen (KP) | 1:2       | FC Lennestadt (KP)         |
| 07.08.2016 | Rot-Weiß Westönnen (KP)       | 3:4       | SuS Bad Westernkotten (LL) |
| 07.08.2016 | SC Vlotho (BL)                | 0:6       | SV Lippstadt 08 (OL)       |
| 07.08.2016 | FSV Gerlingen (BL)            | 3:1       | FC Kaunitz (BL)            |
| 07.08.2016 | Westfalia Kinderhaus (KP)     | 2:1       | BV Westfalia Wickede (KP)  |
| 07.08.2016 | Holzwickeder SC (KP)          | 1:3 n. V. | SpVgg Erkenschwick (OL)    |
| 07.08.2016 | SV Neubeckum (KP 2)           | 1:2 n. V. | CSV SF Bochum-Linden (KP)  |
| 07.08.2016 | SSV Buer (BL)                 | 1:2       | SV Hohenlimburg (KP)       |
| 07.08.2016 | TSG Dülmen (BL)               | 1 2:0 1   | SC Hassel (WL)             |
| 07.08.2016 | YEG Hassel (KP 3)             | 0:2       | TuS Haltern (LL)           |
| 07.08.2016 | SG Hagen 11 (BL)              | 0:8       | Roland Beckum (OL)         |
| 07.08.2016 | TuS Sinsen (KP 5)             | 1:3 n. V. | FC Brünninghausen (WL)     |
| 17.08.2016 | 1. FC Kaan-Marienborn (KP)    | 1:2       | SC Verl (RL)               |
| 17.08.2016 | Rot-Weiß Maaslingen (KP)      | 0:2       | SV Rödinghausen (RL)       |
| 17.08.2016 | Post TSV Detmold (KP)         | 0:3       | SC Wiedenbrück (RL)        |
| 17.08.2016 | SpVgg Vreden (KP)             | 1:2       | SC Preußen Münster (3L)    |
| 17.08.2016 | VfL Senden (BL)               | 0:1       | TSG Sprockhövel (OL)       |
| 24.08.2016 | TuS Tengern (KP)              | 0:4       | Sportfreunde Siegen (OL)   |
| 25.08.2016 | SG Wattenscheid 09 (RL)       | 7:1       | Firtinaspor Herne (BL)     |
| 31.08.2016 | Preußen Lengerich (KP)        | 2:3       | Sportfreunde Lotte (RL)    |
| 03.09.2016 | Spvg Steinhagen (KP)          | 1:8       | SC Paderborn 07 (3L)       |
| 14.09.2016 | Rot Weiss Ahlen (RL)          | 4:1       | SpVg Beckum (BL)           |
| qualifiziert durch: 3L = 3. Liga • RL = Regionalliga • OL = Oberliga • WL = Westfalenligameister • LL = Landesligameister • BL = Bezirksligameister • KP = Kreispokalsieger • KP-2 Kreispokalfinalist |                               |           |                            |

## 2. Runde
| Datum      |                       | Ergebnis  |                    |
| ---------- | --------------------- | --------- | ------------------ |
| 05.09.2016 | Rot Weiss Ahlen       | 4:2       | Roland Beckum      |
| 05.09.2016 | SG Wattenscheid 09    | 1:4       | BSV Schüren        |
| 05.09.2016 | FC Lennestadt         | 2:1       | SV Lippstadt 08    |
| 05.09.2016 | FSV Gerlingen         | 0:2 n. E. | FC Gütersloh 2000  |
| 05.09.2016 | SV Hohenlimburg       | 0:2       | Sportfreunde Lotte |
| 05.09.2016 | TSG Dülmen            | 2:4       | TSG Sprockhövel    |
| 05.09.2016 | SpVg Brakel           | 3:4       | SC Wiedenbrück     |
| 06.09.2016 | FSV Werdohl           | 1:0       | SC Neheim          |
| 06.09.2016 | SuS Bad Westernkotten | 4:3 n. E. | TuS Erndtebrück    |
| 06.09.2016 | Westfalia Kinderhaus  | 1:0       | CSV SF Linden      |
| 06.09.2016 | TuS Haltern           | 0:2       | FC Brünninghausen  |
| 08.09.2016 | Delbrücker SC         | 0:1       | SC Paderborn 07    |
| 09.09.2016 | SC Preußen Münster    | 7:0       | SpVgg Erkenschwick |
| 09.09.2016 | SV Wanne              | 0:5       | SuS Neuenkirchen   |
| 11.09.2016 | Sportfreunde Siegen   | 1:3       | SV Rödinghausen    |
| 19.09.2016 | FC Blau-Weiß Weser    | 0:3       | SC Verl            |

## Achtelfinale
| Datum      |                       | Ergebnis  |                    |
| ---------- | --------------------- | --------- | ------------------ |
| 08.11.2016 | SV Rödinghausen       | 3:2       | SC Wiedenbrück     |
| 09.11.2016 | FC Lennestadt         | 0:2       | SC Paderborn 07    |
| 09.11.2016 | BSV Schüren           | 1:2       | Sportfreunde Lotte |
| 12.11.2016 | SC Preußen Münster    | 2:1       | SuS Neuenkirchen   |
| 19.11.2016 | FSV Werdohl           | 2:3 n. V. | TSG Sprockhövel    |
| 19.11.2016 | SuS Bad Westernkotten | 0:4       | SC Verl            |
| 19.11.2016 | Westfalia Kinderhaus  | 5:6 n. E. | FC Gütersloh 2000  |
| 30.11.2016 | FC Brünninghausen     | 5:0       | Rot Weiss Ahlen    |

## Viertelfinale
| Datum      |                    | Ergebnis  |                    |
| ---------- | ------------------ | --------- | ------------------ |
| 04.02.2017 | FC Brünninghausen  | 1:2 n. V. | TSG Sprockhövel    |
| 21.02.2017 | SC Preußen Münster | 0:1       | SV Rödinghausen    |
| 28.02.2017 | SC Paderborn 07    | 1:0       | SC Verl            |
| 12.04.2017 | FC Gütersloh 2000  | 0:2       | Sportfreunde Lotte |

## Halbfinale
| Datum      |                    | Ergebnis  |                 |
| ---------- | ------------------ | --------- | --------------- |
| 18.04.2017 | SC Paderborn 07    | 2:1 n. V. | TSG Sprockhövel |
| 26.04.2017 | Sportfreunde Lotte | 5:3 n. E. | SV Rödinghausen |

## Finale
| SC Paderborn 07                            | SC Paderborn 07 | Sportfreunde Lotte | Sportfreunde Lotte |
| ------------------------------------------ | --- | --- | ------------------ |
| SC Paderborn 07                            | \| 25. Mai 2017 in Paderborn (Benteler-Arena) \| \| Ergebnis: 3:1 (1:0) \| \| Zuschauer: 4.142 \| | \| 25. Mai 2017 in Paderborn (Benteler-Arena) \| \| Ergebnis: 3:1 (1:0) \| \| Zuschauer: 4.142 \| | Sportfreunde Lotte |
| SC Paderborn 07                            | Michael Ratajczak – Lukas Boeder, Christian Strohdiek, Koen van der Biezen, Felix Herzenbruch (86. Florian Ruck), Thomas Bertels (61. Sven Michel), Robin Krauße, Aykut Soyak, Marcus Piossek, Sebastian Heidinger, Ben Zolinski (70. Christian Bickel) Cheftrainer: Steffen Baumgart | Benedikt Fernandez – Tim Wendel, Gerrit Nauber, Andre Dej, Bernd Rosinger, Moritz Heyer, Kevin Freiberger, Philipp Steinhart (70. Luka Tankulic), Alexander Langlitz, Jaroslaw Lindner (56. Saliou Sané), Dennis Brock (56. Nico Neidhart) Cheftrainer: Ismail Atalan | Sportfreunde Lotte |
| SC Paderborn 07                            | 1:0 Piossek (40.) 2:0 van der Biezen (49.) 3:0 Michel (78.) | 3:1 Sané (80.) | Sportfreunde Lotte |
| 25. Mai 2017 in Paderborn (Benteler-Arena) | | |                    |
| Ergebnis: 3:1 (1:0)                        | | |                    |
| Zuschauer: 4.142                           | | |                    |